# トーマス・プライディ
トーマス・ウィリアム・プライディ(1913年頃 - 1939年12月9日)は、第二次世界大戦中において、イギリス陸軍の兵士としては最初に戦死した人物。

## 半生
グロスターシャー州、レッドマーリーのThe Gravel Pits(砂利採取場)に住む父アレン・L・プライディと母エリザベス・A・プライディとの間に生まれる。彼の洗礼式は1913年6月1日にレッドマーリーで行われたという記録が残されている。プライディは、1930年にカナディアン・パシフィック汽船の船「モントローズ」でカナダに渡り、農業に従事した。1932年に同航路の「アソール公爵夫人号」でイギリスへと帰国した。

## フランスでの従軍
1939年9月3日、イギリスとフランス両国はナチス・ドイツに対して宣戦布告を行った。これをうけて、イギリス海外派遣軍がゴート卿ジョン・ヴェレカーの指揮のもとフランスへと派遣された。技術者は9月4日からすでに到着していたが、部隊全体として行動を開始したのは9月10日であった。
ヴェレカーは、フランス軍指揮下で戦っているザール戦線にイギリス軍の旅団を1939年11月に派遣する手配をしていたことを軍の報告書に記していた。プライディ伍長は、この任務に就いていたときにメス周辺で殉職した。1939年12月9日、彼の所属する部隊は夜間パトロールにあたっていたが、暗闇の中で道に迷ってしまった。このとき、プライディ伍長はフランス軍が敷設していた地雷を踏んでしまったのである。プリデー伍長は、モゼル県にあるルターニュ共同墓地に軍人としての名誉をもって埋葬された。葬儀には、その地域を指揮するフランス軍の将軍とフランス軍の分隊も参列した。享年27歳であった。
イギリスの日刊紙『タイムズ』は、彼の死を1940年1月1日に「イギリス兵、初の戦死」の見出しで報じている。
なお、トーマス・プライディの弟であるアーチボルドも同じ大隊に従軍していた。
彼の遺族はグロスター州に住んでいる。